# Römershager Forst-Ost
Römershager Forst-Ost är ett kommunfritt område i Landkreis Bad Kissingen i Regierungsbezirk Unterfranken i förbundslandet Bayern i Tyskland.